# 기전체
기전체(紀傳體)는 한자 문화권에서 역사책을 쓸 때 사용되는 체제이다. 사마천(司馬遷)의 《사기》(史記)에서 처음 시작되었다. 〈본기〉(本紀)의 기(紀)와 〈열전〉(列傳, 문화어: 렬전)의 전(傳)을 따서 기전체라 부른다.

## 구성
- 기전체는 〈본기〉(本紀), 〈세가〉(世家), 〈표〉(表), 〈지〉(志), 〈열전〉(列傳)으로 구성된다.
  - 〈본기〉는 제왕의 역사를 기록하는 부분이다. 정통성을 가진 국가의 역사를 기록하며, 편년체(編年體)로 기록되었다. 기전체의 핵심적인 부분 중 하나이다. 《사기》의 주석서인 〈정의〉(正義)에는 “본계와 관련되었으므로 본(本)이라고 하였으며, 여러 가지 일을 통할하여 해결한 것을 연월일 순서에 따라 정리하였으므로 기(紀)라고 한다.”라고 하였다. 정통성의 여부는 역사가에 따라 다른 경우가 많다. 《사기》에는 독자적인 기준으로 〈본기〉를 결정하여 항우나 여태후가 〈본기〉로 기록되는 특징이 있다.[1] 《삼국지》(三國志)는 위(魏)를 정통으로 보아 촉(蜀)과 오(吳)는 〈열전〉으로 기록되었다.
  - 〈세가〉는 제후국의 역사를 기록하는 부분이다. 역시 편년체로 기록되었다. 사마천은 “하늘의 별자리인 28수(宿)가 북극성 주위를 운행하고, 수레의 30개 바퀴살이 하나의 바퀴통을 향해 모이듯이 하늘의 운행은 영구히 멈추지 않으며, 군주를 보필하는 수족으로서의 신하는 성좌(星座, 별자리)나 바퀴살과 같다. 정의로써 도리를 행하고 그것으로 주상을 받든 자를 위해 세가를 만들었다.”라고 하였다. 실제 중국의 정사(正史)에서 〈세가〉가 쓰여진 예는 《사기》와 《신오대사》(新五代史) 등 극히 일부에 불과하다. 조선은 명나라의 책봉을 받아 제후국 체제에 들어 있었기 때문에 《고려사》(高麗史)를 기록할 때 〈세가〉로 편성하였다.
  - 〈표〉는 연표 형식으로 중요한 역사적 사실을 간략하게 기록한 부분이다. 주제에 따라 다양한 형태의 연표가 나타나며 《삼국사기》(三國史記)의 〈연표〉처럼 단순히 왕실의 교체만 서술한 간략한 수준부터 《사기》처럼 주제에 따라 체계적으로 분류되어 역사적 사건을 간략하게 기록한 수준까지 다양하게 나타난다. 기전체에서 필수적인 부분은 아니며 생략되는 경우도 많다.
  - 〈지〉는 다양한 주제를 선정하고 그에 대한 내용을 서술한 부분으로 주로 제도, 문화, 지리, 경제, 사상 등을 다룬다. 편년체로 구성된 〈본기〉에서 다루기 어려운 주제를 독자적으로 기록할 수 있어 당시의 사회·문화를 연구하는 데 큰 도움이 된다.
  - 〈열전〉은 인물의 전기나 이민족의 역사를 기록한 부분이다. 특정한 인물 또는 이민족에 대해서 종합적으로 서술되며, 정확한 사실의 기록뿐 아니라 문학적인 기교도 사용되어 높은 가치를 가진다. 사마천은 “바른 것을 북돋우고, 재능이 뛰어나며, 자신에게 주어진 때를 잃지 않고, 천하에 공명을 세우는 사람들을 위해 열전을 짓는다.”라고 하였다. 기전체에서 〈본기〉와 함께 가장 중요한 부분이다. 특히 중국의 정사는 〈본기〉보다 〈열전〉을 더 중요하게 여겨 〈열전〉의 비중이 매우 높다. 《삼국지》, 《주서》(周書) 등의 일부 정사는 오로지 〈본기〉와 〈열전〉으로만 기록되어 있기도 하다.

## 한국의 기전체 역사서들
- 《삼국사기》: 현재까지 전하는 가장 오래된 기전체 사서이다. 삼국의 역사를 모두 〈본기〉로 기록하였으며, 〈열전〉에 비해 〈본기〉가 중시되었다.[2] 〈표〉와 〈지〉는 빈약한 편이다.
- 《고려사》: 고려의 역사를 기전체로 기록하였다. 유학적 명분론에 따라 제후국의 체제인 〈세가〉로 각 왕의 역사를 기록하였으며, 《삼국사기》의 예를 따라 〈표〉를 작성하였다. 고려의 정통 왕으로 인정받지 못한 우왕과 창왕의 역사는 〈열전〉에 기록된 점이 특징이다.[3]
- 사찬 사서: 오운(吳澐)의 《동사찬요》(東史纂要), 허목(許穆)의 《동사》(東事), 이종휘(李鍾徽)의 《동사》(東史) 등이 기전체로 기록되었다.
- 《삼국유사》(三國遺事): 고승전 형식인 야사체로 기록되었다.

## 같이 보기
- 편년체
- 강목체
- 기사본말체